# Pitaja
De pitaja (ook wel bekend als pitahaya of drakenvrucht) is de vrucht van verschillende cactussoorten, vooral van de geslachten Hylocereus en Selenicereus. Deze planten komen van nature voor in Midden-Amerika maar worden tegenwoordig gekweekt in een groot deel van de tropische en subtropische delen van de wereld. Door de vreemde geschubde leerachtige buitenkant zijn de vruchten vooral bekend als drakenvruchten. Het rode, witte of gele vruchtvlees kan zowel zoet als zuur smaken, afhankelijk van de soort.

## Soorten
Er zijn drie soorten pitaja's die op commerciële basis worden gekweekt voor hun vruchten. Deze zijn alle zoet van smaak:
- Hylocereus undatus met wit vruchtvlees en een rozerode schil;
- Selenicereus costaricensis met roze vruchtvlees en een rozerode schil;
- Selenicereus megalanthus met wit vruchtvlees en een gele schil.

Andere pitaja's die in de natuur voorkomen zijn die van de Stenocereus-cactussen. Deze zijn meestal zuur van smaak, zoals de pitaya agria en de pitaya de mayo. De vrucht van de orgelpijpcactus is wel zoet en wordt de pitaya dulce (zoete pitaja) genoemd.

## Gebruik
Voor de roze pitaja's geldt dat ze niet narijpen. Als ze, uit kostenoverwegingen, te vroeg worden geoogst, gaat dit ten koste van de smaak. De gele pitaja rijpt wel na. De pitaja's kunnen worden doorgesneden en uitgelepeld. Ook kan de vrucht worden afgepeld en naargelang worden gegeten. De textuur van de vrucht doet enigszins aan kiwi denken vanwege de zaden in het vruchtvlees.

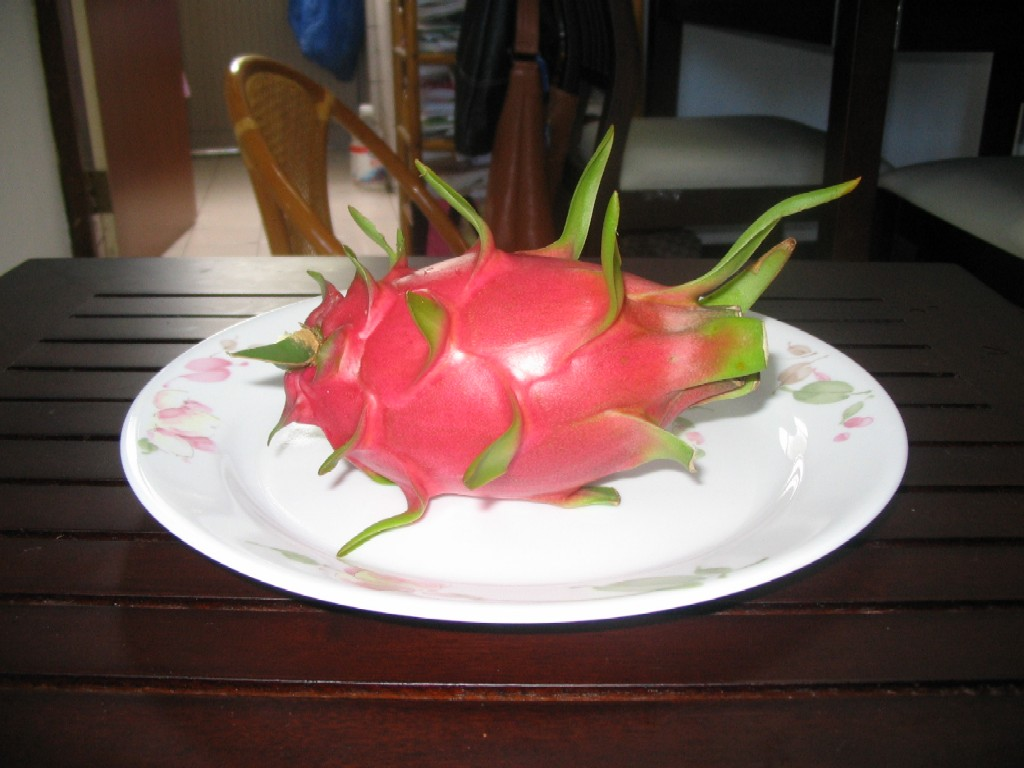
Hylocereus undatus
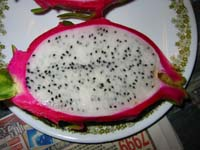
Hylocereus undatus
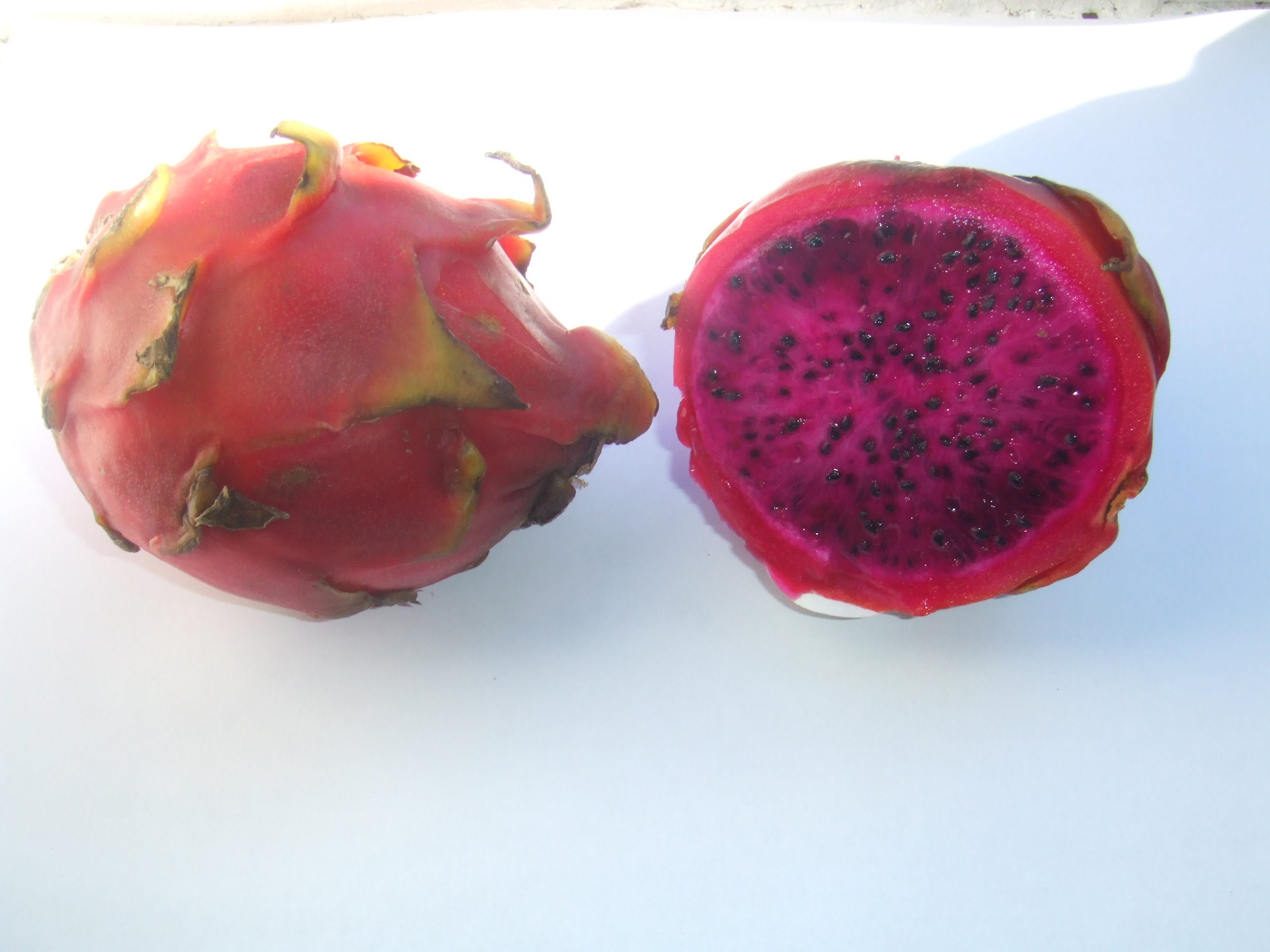
Selenicereus costaricensis
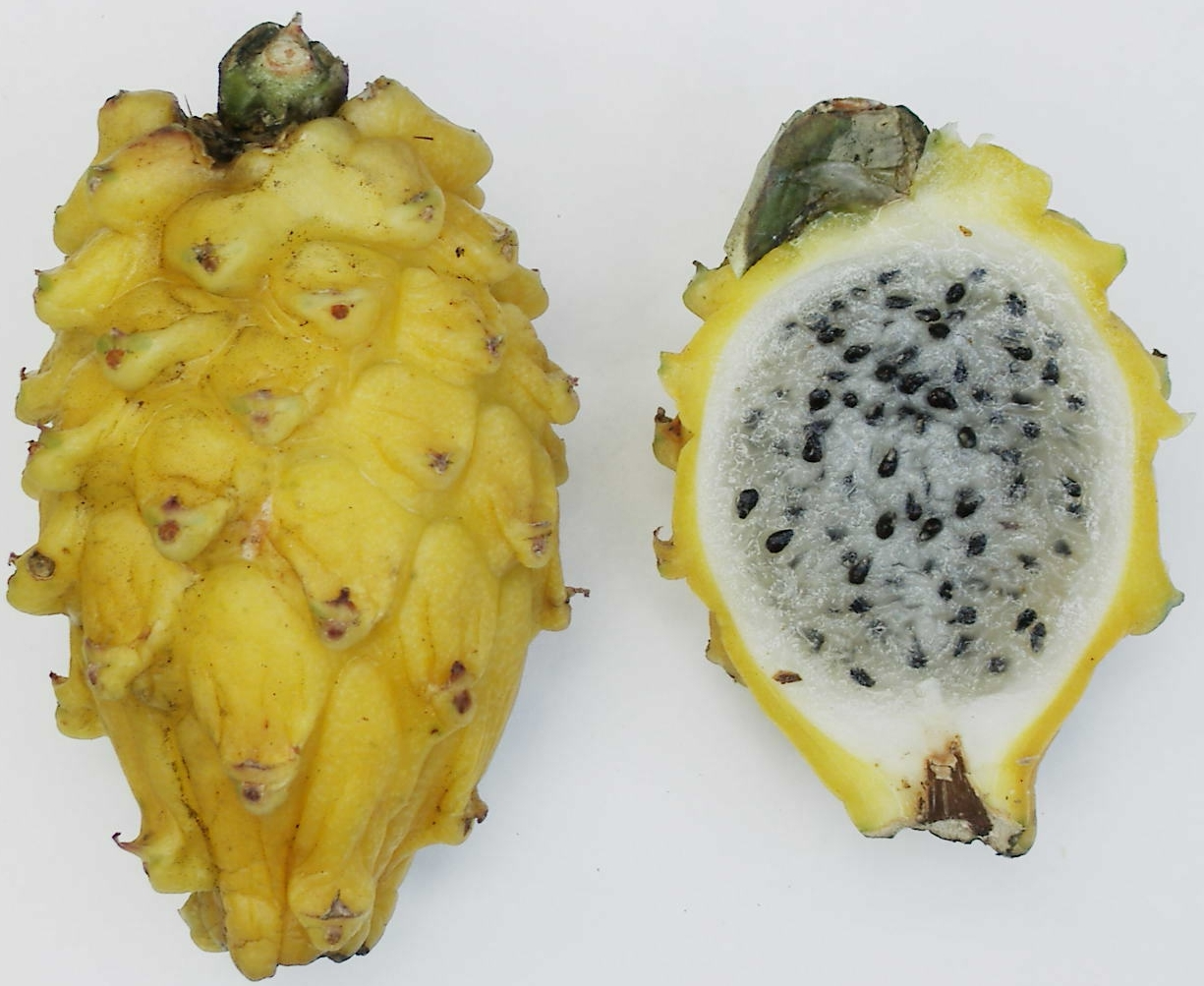
Selenicereus megalanthus
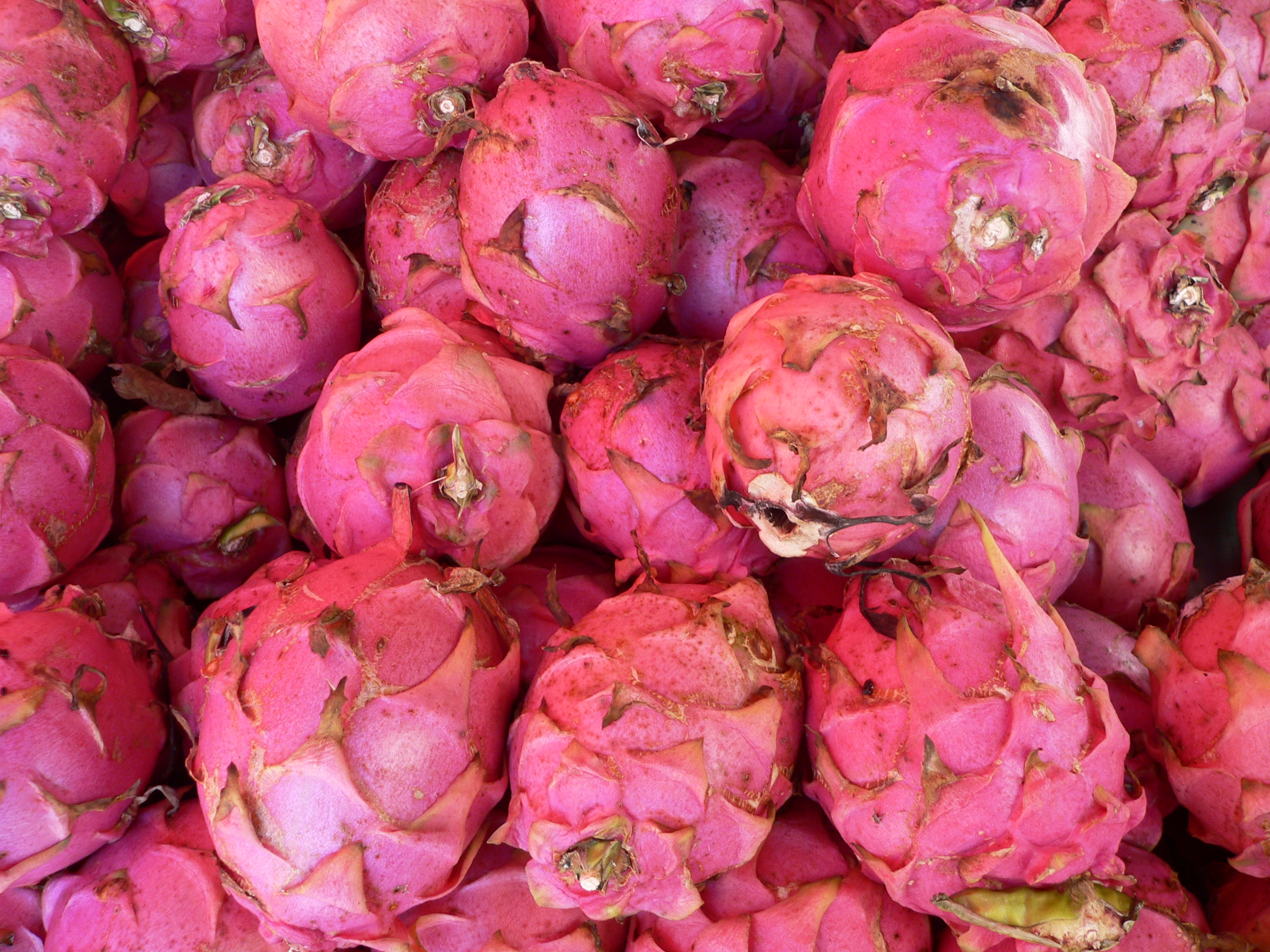
Pitaja's op de markt
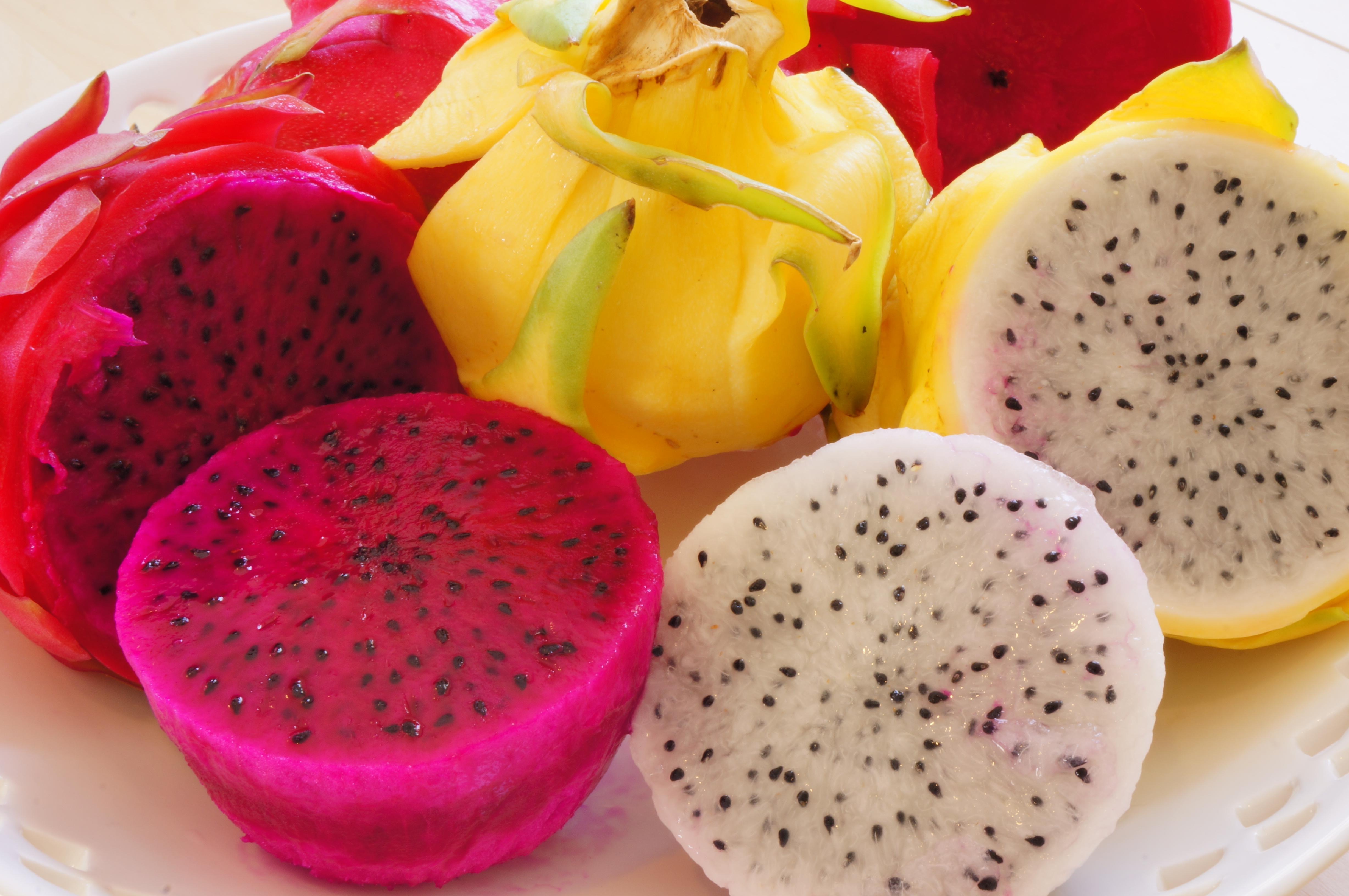
Opengesneden pitaja's van de soorten Selenicereus costaricensis en Selenicereus megalanthus

## Voedingswaarde
Voedingswaarde per 100 gram:
- 240 kJ (57 kcal)
- 16 g koolhydraten
- 0 g vet
- 0 g eiwit
- 8,8 mg calcium
- 0,65 mg ijzer
- 0,045 mg vitamine B1
- 9 mg vitamine C
- 0,9 g vezels[1]